# 三井卯吉
三井 卯吉（宇吉）（みつい の うきち)、寛政10年（1798年） - 安政4年（1857年1月4日）は、江戸時代の博徒・目明し。甲州博徒の一人で、大天窓（おおかしら）と呼ばれた。

## 略歴
本名、三井宇七郎。武田家臣米倉丹後守の子孫を称する甲府牢番三井氏を出自とし、宇七郎は１２代牢番を務めた。遊女屋または置屋とも伝わる「両国屋」の主人として、通称「両国屋卯吉（宇吉）」と名乗り、ほかに「甲府の隠居」「三井恵助」「猿屋勘助」とも呼ばれた。
『藤岡屋日記』に拠れば、ある時甲府で大規模な博奕場の手入れがあり、卯吉はそれを逃れるため江戸へ出奔して身を隠していたが、そこで役人との間につながりができ、甲府へ戻って目明しとして雇われることになったという。なお、『甲斐国志』巻百一「人物部付録第十」に拠れば甲府牢番は代々三井氏・藤曲氏が務め、三井氏は武田時代から牢番を務めたという。卯吉の弟三井健次郎は幕末期から明治まで甲府牢番役を務め、卯吉も刑吏・獄吏的な職務に明るいため目明しとして登用されたと考えられている。また武州内藤新宿の岡引人頭・田中屋万五郎とは兄弟分の間柄であり、両者は共に甲州道中の裏の顔として活動した。
甲府町年寄・坂田氏の『坂田家御用日記』（以下、『日記』）天保11年（1840年）4月18日条・嘉永3年（1850年）11月13日条の両年次には、甲斐国において卯吉に関係して多くのものが博打によって検挙・処罰されたことが記されている。天保１１年の『日記』4月18日条に拠れば、３年前の天保９年（1838年)に、卯吉は甲府柳町一丁目（甲府市中央二）の幸十郎宅の裏土蔵で賭場を開帳し、多くの敵対博徒を招き入れた後、頃合いを見計らって役人を呼び寄せ、彼らを捕縛させていたことが判明する。天保11年には甲府城下の80名程度が処罰されており、嘉永3年には処罰者は10名程度であるがその範囲が甲府盆地一帯に及んでおり、卯吉の勢力範囲が拡大していることが指摘される。
卯吉の配下には甲府盆地東部に勢力を持っていた国分村の国分三蔵や勝沼の祐天仙之助がおり、市川大門村の鬼神喜之助・小天狗亀吉、竹居村の竹居安五郎・黒駒勝蔵らと敵対した。
卯吉は甲州街道沿いの柳町を本拠に借り宅を転々としていたが、『日記』安政4年（1857年）9月3日条、『藤岡屋日記』、『東海遊侠伝』に拠れば、安政4年正月に敵対する市川大門の博徒・小天狗亀吉らに山田町の居宅へ踏み込まれ、斬殺されたという。
本妻によって甲府市内の法華寺の三井家墓域に、卯吉の墓石が建立されたが、後に無縁となる。以降同寺の無縁墓群に含まれており、2019年に存在が確認されたが、本格的調査が行われぬまま2021年に撤去・破砕された。なお墓石右面には「安政四年巳正月四日卒、三井宇七郎墓、行年六十」の文字があったことが確認されており、これにより卯吉の生年・没年を確定することができる。
この他、卯吉は甲府城下における裏の顔役的存在であり、しばしば芝居や浄瑠璃といった各種興行を行うなど、同地の文化面においても大きな役割を担った。作家の村松梢風は『正伝清水の次郎長』の中で、卯吉のことを「大概な揉め事は甲府の隠居が出たら納まった」とし、甲州における「すてきに好い顔」と形容している。

## 卯吉の殺害
『藤岡屋日記』に拠れば、卯吉の殺害に至る事の発端は卯吉の子分祐天仙之助と博徒吉原亀との抗争で、吉原亀は卯吉の計略により甲州を追われていたが、祐天との抗争に敗北し惨殺されたという。その後、亀の子分・波之助が敵討のため祐天の殺害を企図するが当時祐天は消息不明であり、代わりに親分である卯吉の殺害を計画したとされる。また、『東海遊侠伝』に拠れば祐天は駿河の清水次郎長の妻初代お蝶の兄にあたる江尻大熊とも抗争しており、祐天は大熊の子分を殺害し、大熊はその報復として卯吉を殺害したという。こうした経緯から卯吉の殺害犯は卯吉と敵対する博徒らの連合部隊によるものであった可能性が考えられている。
卯吉の死を受け、すぐに卯吉の子分を含む２６名から成る一団が、仇である亀吉一党を求めて東海道へ入り、遠州まで探索に及んだことが江川文庫所蔵の古文書に記録されている。一団は甲府勤番の「添書」を持参しており、このことから甲府勤番が、博徒を公の捕方として派遣し、卯吉殺害の下手人探索をしていたことがうかがい知られる。これにより、甲斐・東海地方では博徒に対する取り締まりが強化され、駿河では清水次郎長が影響を受けている。次郎長はこの難を避けるために、妻を伴って名古屋へ逃走した。
『藤岡屋日記』に拠れば、卯吉の子分祐天仙之助は卯吉の殺害犯の一人である波之助を殺害し、卯吉の勢力を継承するが、その後甲斐における博徒取締が強化されたことから甲斐を離れる。以後、甲斐における博徒間の抗争は卯吉の子分国分三蔵と竹居安五郎・黒駒勝蔵との対立を主軸に展開される。

## 人物・研究史
三井卯吉は甲州博徒の首魁的人物であったが本格的な研究は少なく、同時代では「敵討瓦版」が作成され卯吉の殺害が報道された。なお、『日記』に拠れば卯吉が殺害されたのは山田町（甲斐奈通り）であるが、「敵討瓦版」では殺害場所を八日町（城東通り）であると報じており、日付も異なる日付を記している。
明治期には「近世侠客有名鑑」において卯吉は二段目西前五枚目において紹介され、比較的上位であるが子分の祐天仙之助よりも格下に置かれている。戦後には子母澤寛は1966年に小説『富嶽二景』において、卯吉は謎の多い人物と記している。